# Microlaimus globiceps
Microlaimus globiceps är en rundmaskart som beskrevs av De Man 1880. Enligt Catalogue of Life ingår Microlaimus globiceps i släktet Microlaimus och familjen Microlaimidae, men enligt Dyntaxa är tillhörigheten istället släktet Microlaimus och familjen Desmodoridae. Arten är reproducerande i Sverige. Inga underarter finns listade i Catalogue of Life.